# Зані (Підляське воєводство)
Зані (Зане, пол. Zanie) — село в Польщі, у гміні Бранськ Більського повіту Підляського воєводства. Населення — 39 осіб (2011).

## Історія
Вперше згадується в 1514 році. 2 лютого 1946 року на село напали бойовики підпільного польського Національного Військового Союзу і замордували деяких його мешканців.
У 1975—1998 роках село належало до Білостоцького воєводства.

## Демографія
Демографічна структура станом на 31 березня 2011 року:
|          | Загалом | Допрацездатний вік | Працездатний вік | Постпрацездатний вік |
| -------- | ------- | ------------------ | ---------------- | -------------------- |
| Чоловіки | 18      | 3                  | 11               | 4                    |
| Жінки    | 21      | 3                  | 9                | 9                    |
| Разом    | 39      | 6                  | 20               | 13                   |

У 1898 році в селі налічувалося 148 православних.